# 노벨 물리학상 수상자 목록
다음은 노벨 물리학상을 수상한 사람 목록이다.

## 연대별 수상자

### 1900년대
| 연도   | 사진 | 수상자                     | 국적                          | 업적                                                          |
| ------ | ---- | -------------------------- | ----------------------------- | ------------------------------------------------------------- |
| 1901년 |      | 빌헬름 콘라트 뢴트겐       | 독일 제국                     | 엑스선의 발견                                                 |
| 1902년 |      | 헨드릭 로런츠              | 네덜란드                      | 복사 현상에 대한 자기의 영향에 대한 연구 (제이만 효과 참조)   |
| 1902년 |      | 피터르 제이만              | 네덜란드                      | 복사 현상에 대한 자기의 영향에 대한 연구 (제이만 효과 참조)   |
| 1903년 |      | 앙투안 앙리 베크렐         | 프랑스                        | 방사능의 발견                                                 |
| 1903년 |      | 피에르 퀴리                | 프랑스                        | 앙리 베크렐이 발견한 방사능에 대한 공동 연구,라듐의 발견      |
| 1903년 |      | 마리 퀴리                  | 프랑스 ( 폴란드)              | 앙리 베크렐이 발견한 방사능에 대한 공동 연구,라듐의 발견      |
| 1904년 |      | 존 윌리엄 스트럿 레일리    | 영국                          | 아르곤의 발견                                                 |
| 1905년 |      | 필리프 레나르트            | 독일 제국 ( 헝가리 왕국 출신) | 음극선의 발견                                                 |
| 1906년 |      | 조지프 존 톰슨             | 영국                          | 기체의 전기 전도에 대한 연구, 전자의 발견                     |
| 1907년 |      | 앨버트 에이브러햄 마이컬슨 | 미국                          | 정밀한 광학장치 개발과 분광학적 측정(마이컬슨-몰리 실험 참조) |
| 1908년 |      | 가브리엘 리프만            | 프랑스                        | 간섭 현상에 기반한 컬러 사진 감광판 발명                      |
| 1909년 |      | 굴리엘모 마르코니          | 이탈리아 왕국                 | 무선 전신의 발명                                              |
| 1909년 |      | 카를 페르디난트 브라운     | 독일 제국                     | 무선 전신의 발명                                              |

### 1910년대
| 연도   | 사진        | 수상자                     | 국적                | 업적                                                       |
| ------ | ----------- | -------------------------- | ------------------- | ---------------------------------------------------------- |
| 1910년 |             | 요하너스 디데릭 판데르발스 | 네덜란드            | 기체와 액체의 방정식 연구(반데르발스 힘 참조)              |
| 1911년 |             | 빌헬름 빈                  | 독일 제국           | 열의 복사에 관한 법칙 발견(빈의 변위법칙)                  |
| 1912년 |             | 닐스 구스타프 달렌         | 스웨덴              | 등대의 가스 축압기에 사용되는 자동 밸브의 발명             |
| 1913년 |             | 헤이커 카메를링 오너스     | 네덜란드            | 극저온에서의 물질의 성질에 대한 연구 및 액체 헬륨의 생산   |
| 1914년 |             | 막스 폰 라우에             | 독일 제국           | 결정에 의한 엑스선의 회절 현상 발견                        |
| 1915년 |             | 윌리엄 헨리 브래그         | 영국                | 엑스선을 통한 결정 구조의 분석                             |
| 1915년 |             | 윌리엄 로런스 브래그       | 오스트레일리아 영국 | 엑스선을 통한 결정 구조의 분석                             |
| 1916년 | 수상자 없음 | 수상자 없음                | 수상자 없음         | 수상자 없음                                                |
| 1917년 |             | 찰스 글러버 바클라         | 영국                | 원소의 특성 엑스선의 발견                                  |
| 1918년 |             | 막스 플랑크                | 독일 제국           | 양자화된 에너지의 발견(플랑크 상수 참조)                   |
| 1919년 |             | 요하네스 슈타르크          | 바이마르 공화국     | 커낼선의 도플러 효과 발견과 전기장 안의 스펙트럼 선의 분리 |

### 1920년대
| 연도   | 사진 | 수상자                 | 국적                   | 업적                                                                           |
| ------ | ---- | ---------------------- | ---------------------- | ------------------------------------------------------------------------------ |
| 1920년 |      | 샤를 에두아르 기욤     | 스위스                 | 니켈-강철 합금의 변칙적 성질 발견에 관한 정밀 측정                             |
| 1921년 |      | 알베르트 아인슈타인    | 바이마르 공화국 스위스 | 광전효과 광양자설을 통한 광전효과의 설명                                       |
| 1922년 |      | 닐스 보어              | 덴마크                 | 원자의 구조와 복사에 대한 연구                                                 |
| 1923년 |      | 로버트 앤드루스 밀리컨 | 미국                   | 기본 전하와 광전 효과에 대한 연구                                              |
| 1924년 |      | 만네 시그반            | 스웨덴                 | X선 분광학 분야의 발견과 연구                                                  |
| 1925년 |      | 제임스 프랑크          | 바이마르 공화국        | 원자에 대한 전자의 충돌에 관한 법칙 발견 (프랑크-헤르츠 실험)                  |
| 1925년 |      | 구스타프 헤르츠        | 바이마르 공화국        | 원자에 대한 전자의 충돌에 관한 법칙 발견 (프랑크-헤르츠 실험)                  |
| 1926년 |      | 장 바티스트 페랭       | 프랑스                 | 물질의 불연속적 구조에 대한 연구와 침강 평형의 발견                            |
| 1927년 |      | 아서 콤프턴            | 미국                   | 콤프턴 효과의 발견                                                             |
| 1927년 |      | 찰스 톰슨 리스 윌슨    | 영국                   | 대전된 입자의 경로를 증기의 응축을 통해 볼 수 있는 방법의 개발 (안개상자 참조) |
| 1928년 |      | 오언 윌런스 리처드슨   | 영국                   | 열전자방출에 관한 연구와 리처드슨 법칙의 발견                                  |
| 1929년 |      | 루이 드 브로이         | 프랑스                 | 전자의 파동성 발견 (드브로이 가설 참조)                                        |

### 1930년대
| 연도   | 사진        | 수상자                 | 국적            | 업적                                                                           |
| ------ | ----------- | ---------------------- | --------------- | ------------------------------------------------------------------------------ |
| 1930년 |             | 찬드라세카 벵카타 라만 | 인도            | 빛의 산란과 라만 효과의 발견                                                   |
| 1931년 | 수상자 없음 | 수상자 없음            | 수상자 없음     | 수상자 없음                                                                    |
| 1932년 |             | 베르너 하이젠베르크    | 바이마르 공화국 | 양자 역학의 개발과 수소의 동위체 스핀(아이소스핀)의 발견                       |
| 1933년 |             | 에르빈 슈뢰딩거        | 오스트리아      | 새로운 원자론의 발견                                                           |
| 1933년 |             | 폴 디랙                | 영국            | 새로운 원자론의 발견                                                           |
| 1934년 | 수상자 없음 | 수상자 없음            | 수상자 없음     | 수상자 없음                                                                    |
| 1935년 |             | 제임스 채드윅          | 영국            | 중성자의 발견                                                                  |
| 1936년 |             | 빅토르 프란츠 헤스     | 오스트리아      | 우주선의 발견                                                                  |
| 1936년 |             | 칼 데이비드 앤더슨     | 미국            | 양전자의 발견. 뮤온 발견.                                                      |
| 1937년 |             | 클린턴 조지프 데이비슨 | 미국            | 결정에 의한 전자의 회절 현상 발견(물질파 참조)                                 |
| 1937년 |             | 조지 패짓 톰슨         | 영국            | 결정에 의한 전자의 회절 현상 발견(물질파 참조)                                 |
| 1938년 |             | 엔리코 페르미          | 이탈리아 왕국   | 중성자 조사에 의한 새로운 방사성원소의 발견과 느린 중성자에 의한 핵반응의 발견 |
| 1939년 |             | 어니스트 로런스        | 미국            | 사이클로트론의 발명과 인공 방사성원소의 발견                                   |

### 1940년대
| 연도   | 사진        | 수상자                          | 국적        | 업적                                                                         |
| ------ | ----------- | ------------------------------- | ----------- | ---------------------------------------------------------------------------- |
| 1940년 | 수상자 없음 | 수상자 없음                     | 수상자 없음 | 수상자 없음                                                                  |
| 1941년 | 수상자 없음 | 수상자 없음                     | 수상자 없음 | 수상자 없음                                                                  |
| 1942년 | 수상자 없음 | 수상자 없음                     | 수상자 없음 | 수상자 없음                                                                  |
| 1943년 |             | 오토 슈테른                     | 미국        | 분자선 방법의 개발과 양성자의 자기모멘트의 발견                              |
| 1944년 |             | 이지도어 아이작 라비            | 미국        | 원자핵의 자기적 성질을 측정하는 공명법의 개발(핵자기 공명)                   |
| 1945년 |             | 볼프강 파울리                   | 오스트리아  | 파울리 배타 원리의 발견                                                      |
| 1946년 |             | 퍼시 윌리엄스 브리지먼          | 미국        | 극고압 생성 장치의 발명과 고압물리학 분야의 개척                             |
| 1947년 |             | 에드워드 빅터 애플턴            | 영국        | 대기권 상층부의 연구와 애플턴 층의 발견                                      |
| 1948년 |             | 패트릭 메이너드 스튜어트 블래킷 | 영국        | 윌슨의 안개상자 방법의 개발과 핵물리학 및 우주선 분야의 연구                 |
| 1949년 |             | 유카와 히데키                   | 일본        | 핵력에 관한 이론적 연구를 기반으로 한 중간자 존재의 예측(유카와 퍼텐셜 참조) |

### 1950년대
| 연도   | 사진 | 수상자                     | 국적             | 업적                                                         |
| ------ | ---- | -------------------------- | ---------------- | ------------------------------------------------------------ |
| 1950년 |      | 세실 프랭크 파월           | 영국             | 핵반응 연구 방법 개발과 이 방법에 의한 중간자(파이온) 발견   |
| 1951년 |      | 존 콕크로프트              | 영국             | 인공적으로 가속된 원자에 의한 원자핵의 변환 연구             |
| 1951년 |      | 어니스트 토머스 신턴 월턴  | 아일랜드         | 인공적으로 가속된 원자에 의한 원자핵의 변환 연구             |
| 1952년 |      | 펠릭스 블로흐              | 스위스           | 핵의 자기적 성질에 대한 정밀 측정 방법 개발과 그 연관성 발견 |
| 1952년 |      | 에드워드 밀스 퍼셀         | 미국             | 핵의 자기적 성질에 대한 정밀 측정 방법 개발과 그 연관성 발견 |
| 1953년 |      | 프리츠 제르니커            | 네덜란드         | 위상대비법의 개발과 위상차 현미경의 발명                     |
| 1954년 |      | 막스 보른                  | 영국             | 양자 역학에 대한 핵심적 연구와 파동함수의 통계적 해석        |
| 1954년 |      | 발터 보테                  | 서독             | 동시법과 그에 관련된 연구                                    |
| 1955년 |      | 윌리스 유진 램             | 미국             | 수소 스펙트럼의 미세구조의 발견(램 이동 참조)                |
| 1955년 |      | 폴리카프 쿠시              | 미국             | 전자의 자기모멘트의 정밀한 측정                              |
| 1956년 |      | 윌리엄 브래드퍼드 쇼클리   | 미국             | 반도체의 연구와 트랜지스터 효과의 발견                       |
| 1956년 |      | 존 바딘                    | 미국             | 반도체의 연구와 트랜지스터 효과의 발견                       |
| 1956년 |      | 월터 하우저 브래튼         | 미국             | 반도체의 연구와 트랜지스터 효과의 발견                       |
| 1957년 |      | 양전닝                     | 미국 ( 중화민국) | 기본입자의 발견을 이끈 홀짝성 비보존의 연구                  |
| 1957년 |      | 리정다오                   | 미국 ( 중화민국) | 기본입자의 발견을 이끈 홀짝성 비보존의 연구                  |
| 1958년 |      | 파벨 알렉세예비치 체렌코프 | 소련             | 체렌코프-바빌로프 효과(체렌코프 효과)의 발견과 해석          |
| 1958년 |      | 일리야 프란크              | 소련             | 체렌코프-바빌로프 효과(체렌코프 효과)의 발견과 해석          |
| 1958년 |      | 이고리 탐                  | 소련             | 체렌코프-바빌로프 효과(체렌코프 효과)의 발견과 해석          |
| 1959년 |      | 에밀리오 지노 세그레       | 미국             | 반양성자의 발견                                              |
| 1959년 |      | 오언 체임벌린              | 미국             | 반양성자의 발견                                              |

### 1960년대
| 연도   | 사진 | 수상자                 | 국적        | 업적                                                                          |
| ------ | ---- | ---------------------- | ----------- | ----------------------------------------------------------------------------- |
| 1960년 |      | 도널드 아서 글레이저   | 미국        | 거품 상자의 발명                                                              |
| 1961년 |      | 로버트 호프스태터      | 미국        | 원자핵 안에서의 전자산란에 관한 연구와 핵자의 구조 발견                       |
| 1961년 |      | 루돌프 뫼스바워        | 서독        | 감마선의 공명흡수에 관한 연구와 뫼스바우어 효과의 발견                        |
| 1962년 |      | 레프 다비도비치 란다우 | 소련        | 응집 물질과 액체 헬륨에 관한 연구                                             |
| 1963년 |      | 유진 폴 위그너         | 헝가리 미국 | 원자핵과 기본입자에 관한 이론과 기본 대칭입자의 발견                          |
| 1963년 |      | 마리아 괴퍼트-메이어   | 미국 서독   | 핵껍질구조의 발견                                                             |
| 1963년 |      | J. 한스 D. 옌젠        | 서독        | 핵껍질구조의 발견                                                             |
| 1964년 |      | 니콜라이 바소프        | 소련        | 양자전기역학의 분야 개척과 메이저-레이저 원리에 기반한 발전기와 증폭기의 발명 |
| 1964년 |      | 알렉산드르 프로호로프  | 소련        | 양자전기역학의 분야 개척과 메이저-레이저 원리에 기반한 발전기와 증폭기의 발명 |
| 1964년 |      | 찰스 하드 타운스       | 미국        | 양자전기역학의 분야 개척과 메이저-레이저 원리에 기반한 발전기와 증폭기의 발명 |
| 1965년 |      | 도모나가 신이치로      | 일본        | 양자전기역학 분야의 개척과 기본입자들의 성질에 관한 연구                      |
| 1965년 |      | 줄리언 슈윙거          | 미국        | 양자전기역학 분야의 개척과 기본입자들의 성질에 관한 연구                      |
| 1965년 |      | 리처드 필립스 파인만   | 미국        | 양자전기역학 분야의 개척과 기본입자들의 성질에 관한 연구                      |
| 1966년 |      | 알프레드 카스틀레      | 프랑스      | 원자의 헤르츠공명 연구에 대한 광학적 방법의 발견과 개발                       |
| 1967년 |      | 한스 알브레히트 베테   | 미국        | 핵반응 이론에 대한 연구와 항성의 에너지 생성 원리 발견                        |
| 1968년 |      | 루이스 월터 앨버레즈   | 미국        | 수소 거품 상자 기술의 개발을 통한 기본입자물리학 연구와 공명 상태의 발견      |
| 1969년 |      | 머리 겔만              | 미국        | 기본입자의 분류와 상호작용에 대한 연구 (팔정도 참조)                          |

### 1970년대
| 연도   | 사진 | 수상자                     | 국적                | 업적                                                                                      |
| ------ | ---- | -------------------------- | ------------------- | ----------------------------------------------------------------------------------------- |
| 1970년 |      | 한네스 올로프 예스타 알벤  | 스웨덴              | 자기유체역학의 발견과 플라스마 물리학의 연구                                              |
| 1970년 |      | 루이 외젠 펠릭스 네엘      | 프랑스              | 반강자성과 강자성에 관한 연구와 고체물리학에 대한 기여                                    |
| 1971년 |      | 데니스 가보르              | 영국 ( 헝가리 왕국) | 홀로그래피 기법의 발명                                                                    |
| 1972년 |      | 존 바딘                    | 미국                | 초전도 현상에 대한 공동 연구와 BCS 이론의 개발                                            |
| 1972년 |      | 리언 닐 쿠퍼               | 미국                | 초전도 현상에 대한 공동 연구와 BCS 이론의 개발                                            |
| 1972년 |      | 존 로버트 슈리퍼           | 미국                | 초전도 현상에 대한 공동 연구와 BCS 이론의 개발                                            |
| 1973년 |      | 에사키 레오나              | 일본                | 반도체와 초전도체의 터널링 효과에 대한 연구                                               |
| 1973년 |      | 이바르 예베르              | 미국 ( 노르웨이)    | 반도체와 초전도체의 터널링 효과에 대한 연구                                               |
| 1973년 |      | 브라이언 데이비드 조지프슨 | 영국                | 터널 장벽을 지나는 초전도 전류의 특성에 대한 이론적 예측과 조지프슨 효과의 발견           |
| 1974년 |      | 마틴 라일                  | 영국                | 전파 천문학 분야의 개척. 마틴 라일은 구경 합성의 관측과 연구, 안토니 휴이시는 펄사의 발견 |
| 1974년 |      | 앤터니 휴이시              | 영국                | 전파 천문학 분야의 개척. 마틴 라일은 구경 합성의 관측과 연구, 안토니 휴이시는 펄사의 발견 |
| 1975년 |      | 오게 닐스 보어             | 덴마크              | 원자핵 내의 집단운동과 입자운동의 연관성 발견과 이 연관성에 기반한 핵자 구조 이론의 연구  |
| 1975년 |      | 벤 로위 모텔손             | 덴마크              | 원자핵 내의 집단운동과 입자운동의 연관성 발견과 이 연관성에 기반한 핵자 구조 이론의 연구  |
| 1975년 |      | 제임스 레인워터            | 미국                | 원자핵 내의 집단운동과 입자운동의 연관성 발견과 이 연관성에 기반한 핵자 구조 이론의 연구  |
| 1976년 |      | 버튼 릭터                  | 미국                | 핵자와 같이 쿼크로 이루어진 새로운 중간자 J/Ψ 입자의 발견                                 |
| 1976년 |      | 새뮤얼 차오 충 팅          | 미국                | 핵자와 같이 쿼크로 이루어진 새로운 중간자 J/Ψ 입자의 발견                                 |
| 1977년 |      | 필립 워런 앤더슨           | 미국                | 자기계 및 혼돈계의 전기적 구조에 대한 이론적 연구                                         |
| 1977년 |      | 네빌 프랜시스 모트         | 영국                | 자기계 및 혼돈계의 전기적 구조에 대한 이론적 연구                                         |
| 1977년 |      | 존 해즈브룩 밴블렉         | 미국                | 자기계 및 혼돈계의 전기적 구조에 대한 이론적 연구                                         |
| 1978년 |      | 표트르 레오니도비치 카피차 | 소련                | 저온물리학 분야의 발명과 발견                                                             |
| 1978년 |      | 아노 앨런 펜지어스         | 미국                | 우주 마이크로파 배경의 발견                                                               |
| 1978년 |      | 로버트 우드로 윌슨         | 미국                | 우주 마이크로파 배경의 발견                                                               |
| 1979년 |      | 셀던 리 글래쇼             | 미국                | 기본입자 사이의 전자기력과 약한 상호작용의 통합에 관한 이론 연구와 약한 중성류의 예측     |
| 1979년 |      | 압두스 살람                | 파키스탄            | 기본입자 사이의 전자기력과 약한 상호작용의 통합에 관한 이론 연구와 약한 중성류의 예측     |
| 1979년 |      | 스티븐 와인버그            | 미국                | 기본입자 사이의 전자기력과 약한 상호작용의 통합에 관한 이론 연구와 약한 중성류의 예측     |

### 1980년대
| 연도   | 사진 | 수상자                       | 국적         | 업적                                                                                       |
| ------ | ---- | ---------------------------- | ------------ | ------------------------------------------------------------------------------------------ |
| 1980년 |      | 제임스 왓슨 크로닌           | 미국         | 중성 케이온의 붕괴 과정에서의 기본 대칭원리 위반 현상의 발견(강한 상호작용의 CP 문제 참조) |
| 1980년 |      | 밸 로그즈던 피치             | 미국         | 중성 케이온의 붕괴 과정에서의 기본 대칭원리 위반 현상의 발견(강한 상호작용의 CP 문제 참조) |
| 1981년 |      | 니콜라스 블룸베르헌          | 미국         | 레이저 분광학의 연구                                                                       |
| 1981년 |      | 아서 레너드 숄로             | 미국         | 레이저 분광학의 연구                                                                       |
| 1981년 |      | 카이 만네 뵈예르 시그반      | 스웨덴       | 고분해능 전자분광학의 연구                                                                 |
| 1982년 |      | 케네스 G. 윌슨               | 미국         | 상전이의 임계현상에 대한 이론 연구                                                         |
| 1983년 |      | 수브라마니안 찬드라세카르    | 미국 ( 인도) | 별의 구조와 진화에 대한 물리학적 과정 연구 (찬드라세카르 한계 참조)                        |
| 1983년 |      | 윌리엄 앨프리드 파울러       | 미국         | 우주의 원소가 생성되는 핵반응 과정에 대한 연구                                             |
| 1984년 |      | 카를로 루비아                | 이탈리아     | 약한 상호작용의 전달자 역할을 하는 장입자 W와 Z의 발견                                     |
| 1984년 |      | 시몬 판 데르 메이르          | 네덜란드     | 약한 상호작용의 전달자 역할을 하는 장입자 W와 Z의 발견                                     |
| 1985년 |      | 클라우스 폰 클리칭           | 서독         | 양자 홀 효과의 발견                                                                        |
| 1986년 |      | 에른스트 루스카              | 서독         | 전자광학의 연구와 전자현미경의 개발                                                        |
| 1986년 |      | 게르트 비니히                | 서독         | 주사 터널링 현미경의 개발                                                                  |
| 1986년 |      | 하인리히 로러                | 스위스       | 주사 터널링 현미경의 개발                                                                  |
| 1987년 |      | 요하네스 게오르크 베드노르츠 | 서독         | 세라믹 물질의 초전도 현상 발견                                                             |
| 1987년 |      | 카를 알렉산더 뮐러           | 스위스       | 세라믹 물질의 초전도 현상 발견                                                             |
| 1988년 |      | 리언 레더먼                  | 미국         | 뮤온 중성미자의 발견을 통한 중성미자 빔 기법과 렙톤의 이중상태 구조 연구                   |
| 1988년 |      | 멜빈 슈워츠                  | 미국         | 뮤온 중성미자의 발견을 통한 중성미자 빔 기법과 렙톤의 이중상태 구조 연구                   |
| 1988년 |      | 잭 스타인버거                | 미국         | 뮤온 중성미자의 발견을 통한 중성미자 빔 기법과 렙톤의 이중상태 구조 연구                   |
| 1989년 |      | 노먼 포스터 램지             | 미국         | 분리 진동장의 발명과 수소 메이저 및 원자 시계의 연구                                       |
| 1989년 |      | 한스 게오르크 데멜트         | 미국         | 이온 트랩 기법의 개발                                                                      |
| 1989년 |      | 볼프강 파울                  | 서독         | 이온 트랩 기법의 개발                                                                      |

### 1990년대
| 연도   | 사진 | 수상자                     | 국적             | 업적                                                                                     |
| ------ | ---- | -------------------------- | ---------------- | ---------------------------------------------------------------------------------------- |
| 1990년 |      | 제롬 I. 프리드먼           | 미국             | 쿼크 모형과 관련된 양성자와 속박중성자에 대한 전자의 심층 비탄성산란 연구                |
| 1990년 |      | 헨리 웨이 켄들             | 미국             | 쿼크 모형과 관련된 양성자와 속박중성자에 대한 전자의 심층 비탄성산란 연구                |
| 1990년 |      | 리처드 E. 테일러           | 캐나다           | 쿼크 모형과 관련된 양성자와 속박중성자에 대한 전자의 심층 비탄성산란 연구                |
| 1991년 |      | 피에르질 드 젠             | 프랑스           | 간단한 계의 질서 현상을 액정과 중합체와 같은 복잡한 형태로 일반화시키는 연구 방법의 발견 |
| 1992년 |      | 조르주 샤르파크            | 프랑스           | 입자 검출기인 다중선 비례상자의 발명                                                     |
| 1993년 |      | 러셀 앨런 헐스             | 미국             | 새로운 형태의 펄사 및 중력 연구의 새로운 가능성 발견                                     |
| 1993년 |      | 조지프 후턴 테일러 주니어  | 미국             | 새로운 형태의 펄사 및 중력 연구의 새로운 가능성 발견                                     |
| 1994년 |      | 버트럼 브록하우스          | 캐나다           | 중성자 분광학의 연구와 응집물질 연구에서의 중성자 산란 기법의 개발                       |
| 1994년 |      | 클리퍼드 슐                | 미국             | 중성자 회절의 연구와 응집물질 연구에서의 중성자 산란 기법의 개발                         |
| 1995년 |      | 마틴 루이스 펄             | 미국             | 타우 렙톤의 발견과 렙톤의 연구에 대한 기여                                               |
| 1995년 |      | 프레더릭 라이너스          | 미국             | 중성미자의 관측과 렙톤의 연구에 대한 기여                                                |
| 1996년 |      | 데이비드 모리스 리         | 미국             | 헬륨-3의 초유동성 발견                                                                   |
| 1996년 |      | 더글러스 오셔로프          | 미국             | 헬륨-3의 초유동성 발견                                                                   |
| 1996년 |      | 로버트 콜먼 리처드슨       | 미국             | 헬륨-3의 초유동성 발견                                                                   |
| 1997년 |      | 스티븐 추                  | 미국             | 레이저로 원자를 냉각하고 가두는 기법의 개발(레이저 냉각 참조)                            |
| 1997년 |      | 클로드 코엔타누지          | 프랑스           | 레이저로 원자를 냉각하고 가두는 기법의 개발(레이저 냉각 참조)                            |
| 1997년 |      | 윌리엄 대니얼 필립스       | 미국             | 레이저로 원자를 냉각하고 가두는 기법의 개발(레이저 냉각 참조)                            |
| 1998년 |      | 로버트 B. 로플린           | 미국             | 부분적으로 전기띤 들뜸 상태에 있는 양자 유체의 새로운 형태의 발견(양자 홀 효과 참조)     |
| 1998년 |      | 호르스트 루트비히 슈퇴르머 | 독일             | 부분적으로 전기띤 들뜸 상태에 있는 양자 유체의 새로운 형태의 발견(양자 홀 효과 참조)     |
| 1998년 |      | 대니얼 치 추이             | 미국 ( 중화민국) | 부분적으로 전기띤 들뜸 상태에 있는 양자 유체의 새로운 형태의 발견(양자 홀 효과 참조)     |
| 1999년 |      | 헤라르뒤스 엇호프트        | 네덜란드         | 약한 상호작용의 양자역학적 구조 발견                                                     |
| 1999년 |      | 마르티뉘스 펠트만          | 네덜란드         | 약한 상호작용의 양자역학적 구조 발견                                                     |

### 2000년대
| 연도   | 사진 | 수상자                   | 국적                       | 업적 |
| ------ | ---- | ------------------------ | -------------------------- | --- |
| 2000년 |      | 조레스 알표로프          | 러시아                     | 정보 통신 기술에 있어서의 기초 연구(고속 광전자 및 광전자 공학에 이용되는 반도체 이질 구조의 개발)        |
| 2000년 |      | 허버트 크뢰머            | 독일                       | 정보 통신 기술에 있어서의 기초 연구(고속 광전자 및 광전자 공학에 이용되는 반도체 이질 구조의 개발)        |
| 2000년 |      | 잭 킬비                  | 미국                       | 정보 통신 기술에 있어서의 기초 연구(집적 회로의 발명)                                                     |
| 2001년 |      | 에릭 얼린 코넬           | 미국                       | 알칼리 원자의 희석 가스에서의 보스-아인슈타인 응축에 관한 공헌과 그 응축체의 속성에 관한 초기의 근본 연구 |
| 2001년 |      | 칼 위먼                  | 미국                       | 알칼리 원자의 희석 가스에서의 보스-아인슈타인 응축에 관한 공헌과 그 응축체의 속성에 관한 초기의 근본 연구 |
| 2001년 |      | 볼프강 케털리            | 독일                       | 알칼리 원자의 희석 가스에서의 보스-아인슈타인 응축에 관한 공헌과 그 응축체의 속성에 관한 초기의 근본 연구 |
| 2002년 |      | 레이몬드 데이비스 주니어 | 미국                       | 천체물리학의 개척에 관한 공헌, 특히 우주 중성미자의 탐지에 관한 공헌                                      |
| 2002년 |      | 고시바 마사토시          | 일본                       | 천체물리학의 개척에 관한 공헌, 특히 우주 중성미자의 탐지에 관한 공헌                                      |
| 2002년 |      | 리카르도 지아코니        | 미국                       | 우주 엑스선원의 발견을 이끈 천체물리학을 개척한 공로                                                      |
| 2003년 |      | 알렉세이 아브리코소프    | 러시아 미국                | 초전도체와 초유체 이론의 개척에 관한 공헌                                                                 |
| 2003년 |      | 비탈리 긴즈부르크        | 러시아                     | 초전도체와 초유체 이론의 개척에 관한 공헌                                                                 |
| 2003년 |      | 앤서니 레깃              | 미국 영국                  | 초전도체와 초유체 이론의 개척에 관한 공헌                                                                 |
| 2004년 |      | 데이비드 그로스          | 미국                       | 강한 상호작용 이론에서의 점근 자유성에 관한 공헌                                                          |
| 2004년 |      | 데이비드 폴리처          | 미국                       | 강한 상호작용 이론에서의 점근 자유성에 관한 공헌                                                          |
| 2004년 |      | 프랑크 윌첵              | 미국                       | 강한 상호작용 이론에서의 점근 자유성에 관한 공헌                                                          |
| 2005년 |      | 로이 J. 글라우버         | 미국                       | 광학 결맞음에 관한 양자론적 공헌                                                                          |
| 2005년 |      | 존 홀                    | 미국                       | 광학 주파수 빗 기술을 포함하여 레이저-기반의 정밀 분광학의 개발에 관한 공헌                               |
| 2005년 |      | 테오도어 헨슈            | 독일                       | 광학 주파수 빗 기술을 포함하여 레이저-기반의 정밀 분광학의 개발에 관한 공헌                               |
| 2006년 |      | 존 매더                  | 미국                       | 우주 마이크로파 배경의 비등방성과 흑체 형태의 발견                                                        |
| 2006년 |      | 조지 스무트              | 미국                       | 우주 마이크로파 배경의 비등방성과 흑체 형태의 발견                                                        |
| 2007년 |      | 알베르 페르              | 프랑스                     | 거대 자기저항(GMR)의 발견                                                                                 |
| 2007년 |      | 페터 그륀베르크          | 독일                       | 거대 자기저항(GMR)의 발견                                                                                 |
| 2008년 |      | 고바야시 마코토          | 일본                       | 자연적 쿼크가 적어도 3개 이상 존재 예상하는 대칭 깨짐의 원리를 발견                                       |
| 2008년 |      | 마스카와 도시히데        | 일본                       | 자연적 쿼크가 적어도 3개 이상 존재 예상하는 대칭 깨짐의 원리를 발견                                       |
| 2008년 |      | 난부 요이치로            | 미국 ( 일본 출신)          | 입자물리학 및 핵물리학에 있어서 자발 대칭 깨짐의 메커니즘에 관한 발견                                     |
| 2009년 |      | 찰스 가오                | 미국 영국 ( 중화민국 출신) | 광섬유 내부의 빛의 전달과정 연구                                                                          |
| 2009년 |      | 윌러드 보일              | 캐나다 미국                | 전하결합소자 센서 개발                                                                                    |
| 2009년 |      | 조지 E. 스미스           | 미국                       | 전하결합소자 센서 개발                                                                                    |

### 2010년대
| 연도   | 사진 | 수상자              | 국적                | 업적                                                                          |
| ------ | ---- | ------------------- | ------------------- | ----------------------------------------------------------------------------- |
| 2010년 |      | 안드레 가임         | 영국 네덜란드       | 차세대 나노 신소재 2차원 그래핀에 관한 연구                                   |
| 2010년 |      | 콘스탄틴 노보셀로프 | 러시아 영국         | 차세대 나노 신소재 2차원 그래핀에 관한 연구                                   |
| 2011년 |      | 솔 펄머터           | 미국                | 초신성 관찰을 통해 우주 팽창 속도가 가속됨을 발견                             |
| 2011년 |      | 브라이언 슈밋       | 미국 오스트레일리아 | 초신성 관찰을 통해 우주 팽창 속도가 가속됨을 발견                             |
| 2011년 |      | 애덤 리스           | 미국                | 초신성 관찰을 통해 우주 팽창 속도가 가속됨을 발견                             |
| 2012년 |      | 세르주 아로슈       | 모로코 프랑스       | 개별 양자계의 측정과 조작을 가능하게 하는 원천 실험 방법을 개발한 공로를 인정 |
| 2012년 |      | 데이비드 와인랜드   | 미국                | 개별 양자계의 측정과 조작을 가능하게 하는 원천 실험 방법을 개발한 공로를 인정 |
| 2013년 |      | 프랑수아 앙글레르   | 벨기에              | 질량을 주는 힉스 메커니즘의 이론적 연구, 최근 힉스 입자의 발견으로 확인되다.  |
| 2013년 |      | 피터 힉스           | 영국                | 질량을 주는 힉스 메커니즘의 이론적 연구, 최근 힉스 입자의 발견으로 확인되다.  |
| 2014년 |      | 아카사키 이사무     | 일본                | 에너지 효율성이 높은 청색 발광 다이오드의 개발                                |
| 2014년 |      | 아마노 히로시       | 일본                | 에너지 효율성이 높은 청색 발광 다이오드의 개발                                |
| 2014년 |      | 나카무라 슈지       | 미국 ( 일본 출신)   | 에너지 효율성이 높은 청색 발광 다이오드의 개발                                |
| 2015년 |      | 가지타 다카아키     | 일본                | 소립자 ‘중성미자’가 질량이 있다는 것을 나타내는 중성미자 진동의 발견          |
| 2015년 |      | 아서 B. 맥도널드    | 캐나다              | 소립자 ‘중성미자’가 질량이 있다는 것을 나타내는 중성미자 진동의 발견          |
| 2016년 |      | 데이비드 사울레스   | 영국 미국           | ‘별난 물질(exotic matter)’의 특성 또는 ‘물질의 위상 상전이'의 비밀을 밝힘     |
| 2016년 |      | 덩컨 홀데인         | 영국 미국           | ‘별난 물질(exotic matter)’의 특성 또는 ‘물질의 위상 상전이'의 비밀을 밝힘     |
| 2016년 |      | 마이클 코스털리츠   | 영국 미국           | ‘별난 물질(exotic matter)’의 특성 또는 ‘물질의 위상 상전이'의 비밀을 밝힘     |
| 2017년 |      | 라이너 바이스       | 독일 미국           | LIGO를 통한 중력파가 존재한다는 것을 실험적으로 입증                          |
| 2017년 |      | 킵 손               | 미국                | LIGO를 통한 중력파가 존재한다는 것을 실험적으로 입증                          |
| 2017년 |      | 배리 배리시         | 미국                | LIGO를 통한 중력파가 존재한다는 것을 실험적으로 입증                          |
| 2018년 |      | 아서 애슈킨         | 미국                | 레이저물리학 분야를 개척                                                      |
| 2018년 |      | 제라드 무루         | 프랑스              | 레이저물리학 분야를 개척                                                      |
| 2018년 |      | 도나 스트리클런드   | 캐나다              | 레이저물리학 분야를 개척                                                      |
| 2019년 |      | 제임스 피블스       | 캐나다 미국         | 물리우주론에서의 이론적 발견                                                  |
| 2019년 |      | 미셸 마요르         | 스위스              | 태양과 비슷한 별을 공전하는 외계 행성 발견                                    |
| 2019년 |      | 디디에 쿠엘로       | 스위스              | 태양과 비슷한 별을 공전하는 외계 행성 발견                                    |

### 2020년대
| 연도   | 사진 | 수상자            | 국적              | 업적                                                                                         |
| ------ | ---- | ----------------- | ----------------- | -------------------------------------------------------------------------------------------- |
| 2020년 |      | 로저 펜로즈       | 영국              | 블랙홀 형성이 일반 상대성이론의 강력한 예측이라는 발견                                       |
| 2020년 |      | 라인하르트 겐첼   | 독일              | 우리은하의 중심에서 초대질량 블랙홀을 발견                                                   |
| 2020년 |      | 앤드리아 M. 게즈  | 미국              | 우리은하의 중심에서 초대질량 블랙홀을 발견                                                   |
| 2021년 |      | 마나베 슈쿠로     | 일본 미국         | 지구의 기후와 인류가 기후에 어떻게 영향을 미치는지를 이해할 수 있는 물리학적인 모델링을 마련 |
| 2021년 |      | 클라우스 하셀만   | 독일              | 지구의 기후와 인류가 기후에 어떻게 영향을 미치는지를 이해할 수 있는 물리학적인 모델링을 마련 |
| 2021년 |      | 조르조 파리시     | 이탈리아          | 무질서한 물질과 무작위한 프로세스에 대한 이론에 혁명적 기여                                  |
| 2022년 |      | 알랭 아스페       | 프랑스            | 벨부등식 위배의 실험적 증명                                                                  |
| 2022년 |      | 존 클라우저       | 미국              | 벨부등식 위배의 실험적 증명                                                                  |
| 2022년 |      | 안톤 차일링거     | 오스트리아        | 벨부등식 위배의 실험적 증명                                                                  |
| 2023년 |      | 안 륄리에         | 프랑스            | 물질의 전자 세계를 탐구할 수 있게 아토초(100경분의 1초) 빛 펄스를 생성하는 실험 방법을 제시  |
| 2023년 |      | 크러우스 페렌츠   | 헝가리 오스트리아 | 물질의 전자 세계를 탐구할 수 있게 아토초(100경분의 1초) 빛 펄스를 생성하는 실험 방법을 제시  |
| 2023년 |      | 피에르 아고스티니 | 프랑스            | 물질의 전자 세계를 탐구할 수 있게 아토초(100경분의 1초) 빛 펄스를 생성하는 실험 방법을 제시  |
| 2024년 |      | 존 홉필드         | 미국              | 인공신경망을 이용한 기계 학습을 가능하게 하는 기초 발견 및 발명                              |
| 2024년 |      | 제프리 힌턴       | 영국              | 인공신경망을 이용한 기계 학습을 가능하게 하는 기초 발견 및 발명                              |

## 같이 보기
- 노벨상 수상자 목록
- 나라별 노벨상 수상자 목록
- 물리학자 목록